# Hôzuki le stoïque
Hôzuki le stoïque (鬼灯の冷徹, Hōzuki no Reitetsu) est un manga écrit et dessiné par Natsumi Eguchi. Il est prépublié du 3 mars 2011 au 9 janvier 2020 dans le magazine Morning et compilé en un total de 31 tomes par l'éditeur Kōdansha.
Une adaptation en série télévisée d'animation produite par le studio Wit Studio est diffusée entre janvier et avril 2014 sur MBS au Japon et en simulcast sur Crunchyroll dans les pays francophones. Une seconde saison produite par le Studio DEEN est diffusée du 8 octobre 2017 au 1er juillet 2018.
Le manga est édité en France à partir d'avril 2022 par Noeve Grafx.

## Synopsis
L'histoire raconte le quotidien de Hôzuki, un démon au service de Yama, le roi des Enfers. En tant qu'adjoint du roi, il doit superviser les 272 services de l'administration des Enfers. Un emploi loin d'être de tout repos.

## Personnages
Hôzuki (鬼灯, Hōzuki)
Voix japonaise : Hiroki Yasumoto
Hôzuki est le secrétaire du Roi des Enfers, Enma-Daiō. Son travail consiste à régler les problèmes en enfers. Il aime et prend soin de ses plantes poisson rouge. Il est toujours vêtu d'un yukata noir et rouge, et se promène toujours avec une massue.
King Yama (閻魔大王, Enma-Daiō)
Voix japonaise : Takashi Nagasako
Il s'agit d'un des rois des enfers. Il n'est pas si effrayant et ressemble à un vieil homme bon vivant. Il adore parler de ses petits-enfants sans cesse. Il respecte Hōzuki et lui fait confiance mais a peur de ce dernier.
Karauri (唐瓜, Karauri)
Voix japonaise : Tetsuya Kakihara
Un démon qui travaille en Enfer aux côtés de Nasubi. Même s'il a l'air d'un enfant, il est en fait un jeune adulte. Il est responsable et ne se déconcentre jamais sauf si Nasubi le dérange. Il a le béguin pour Okō.
Nasubi (茄子, Nasubi)
Voix japonaise : Tōko Aoyama (ja)
Un démon qui travaille en Enfer aux côtés de Karauri. Nasubi se distrait très facilement. Il est aussi un merveilleux artiste.
Hakutaku (白澤, Hakutaku)
Voix japonaise : Kōji Yusa
Il s'agit d'une bête mythique ressemblant à une vache de la mythologie chinoise. Il habite au paradis où il supervise des vergers de pêchers. Il est présenté comme un jeune homme bon qui abuse de l'alcool et adore les femmes. Il est expert en médecine chinoise. Il est constamment en conflit avec Hōzuki, et ceux depuis leur première rencontre.
Okō (お香, Okō)
Voix japonaise : Eri Kitamura
C'est une démone aidant Hōzuki à résoudre ses problèmes. Bien qu'elle semble être très calme et bienveillante, sous cette apparence se cache un impitoyable démon de la luxure.
Momotarō (桃太郎, Momotarō)
Voix japonaise : Daisuke Hirakawa (ja)
De son vivant, il était célèbre pour avoir tué des démons sur Onigashima avec ses amis Shiro le chien, Kakisuke le singe et Rurio le faisan. Cependant, après sa mort, il a été envoyé plus tard par Hojuki pour être un travailleur au Paradis. Hakutaku lui enseigna la médecine chinoise.
Shiro (シロ, Shiro)
Voix japonaise : Yumiko Kobayashi
Un petit chien blanc qui est le compagnon de Momotarō.
Kakisuke (柿助, Kakisuke)
Voix japonaise : Hiroki Gotō (ja)
Un petit singe qui est le compagnon de Momotarō.
Rurio (ルリオ, Rurio)
Voix japonaise : Takashi Matsuyama
Un petit faisan qui est le compagnon de Momotarō.
Peach Maki (ピーチ・マキ, Pīchi Maki)
Voix japonaise : Sumire Uesaka
C'est une mannequin et chanteuse. Elle est présentée comme étant stupide et impulsive. Auparavant, elle travaillait dans un magasin.
Karashi (芥子, Karashi)
Voix japonaise : Atsumi Tanezaki
Yoshitsune Minamoto (源義経, Minamoto no Yoshitsune)

## Manga
Le manga Hōzuki le stoïque est écrit par Natsumi Eguchi et prépublié dans le magazine de prépublication seinen Morning de l'éditeur Kōdansha du 3 mars 2011 au 9 janvier 2020,. La série est composée de 271 chapitres compilés en un total de 31 tomes, le premier tome est paru le 23 mai 2011 au Japon, et le dernier est paru le 23 septembre 2020,. Plusieurs volumes ont été publiés en éditions limitées (限定版, Genteiban) incluant des couvertures spéciales et différents produits dérivés,.
Le 3 février 2014, Kōdansha commercialise le guide officiel de l'anime et un artbook est publié le 20 novembre 2015. Le magazine Nakayoshi de l'éditeur Kōdansha publie un chapitre spécial le 27 décembre 2014. Du 1er décembre 2015 au 3 avril 2020, le même magazine publie une série dérivée sous format yonkoma écrit par Monaka Shiba intitulée Shiro no Ashiato,. Le premier tome est paru le 22 novembre 2016, et le cinquième et dernier le 23 septembre 2020.
Le 2 décembre 2021, l'éditeur noeve grafx annonce que la série sera éditée en France à partir d'avril 2022.

## Anime
L'adaptation en série télévisée d'animation est annoncée en juin 2013 dans le numéro 31 du magazine Morning. La première vidéo promotionnelle est diffusée en juillet 2013 à Japan Expo à Paris et à Anime Expo à Los Angeles. Celle-ci est produite au sein du studio Wit Studio avec une réalisation de Hiro Kaburaki, un scénario de Midori Gotō et des compositions de Tomisiro. Elle est diffusée initialement du 10 janvier au 4 avril 2014 sur la chaîne MBS. Dans les pays francophones, la série est diffusée en simulcast par Crunchyroll.
Une série d'OVA est annoncée en juin 2014. Ces épisodes sont commercialisés avec les éditions limitées des tomes 17, 18 et 19 du manga respectivement en février, mai et août 2015. En novembre 2016, le tome 22 annonce que la série va avoir droit à un nouveau projet d'animation. Cet OVA est paru avec l'édition limitée du tome 24 du manga le 21 mars 2017. L'équipe de production reste la même que pour l'anime et les précédents OAV, le Studio Deen récupère la production de la série animée.
Une deuxième saison est annoncée en mars 2017. Les doubleurs de l'OAV de 2017 reprennent leurs rôles pour la seconde saison. La première partie est diffusée entre octobre et décembre 2017, après la diffusion du 13ème épisode le 31 décembre 2017 une seconde partie est annoncée pour avril 2018. La seconde partie est diffusée du 8 avril 2018 au 1er juillet 2018. Au Japon, la saison est commercialisée en 4 DVD et Blu-Ray entre le 17 janvier 2018 et le 19 septembre 2018,,,.
Pine Jam produit 3 nouveaux OAV, les deux premiers sont commercialisés avec les éditions limitées des tomes 29 et 30, soit respectivement le 20 septembre 2019 et le 23 mars 2020,; et le troisième est commercialisé avec l'édition limitée du 31ème et dernier volume le 23 septembre 2020,. Les doubleurs de la seconde saison reprennent leurs rôles pour ces OAV.

### Liste des épisodes

#### Saison 1
| No | Titre français                                                                                        | Titre japonais                                        | Titre japonais                                                               | Date de 1re diffusion |
| No | Titre français                                                                                        | Kanji                                                 | Rōmaji                                                                       | Date de 1re diffusion |
| -- | --- | ----------------------------------------------------- | ---------------------------------------------------------------------------- | --------------------- |
| 1  | Une étrange découverte aux Enfers                                                                     | 地獄大一番 / 地獄不思議発見                           | Jigoku ō ichiban / Jigoku fushigi hakken                                     | 10 janvier 2014       |
| 2  | Démons, caleçons et crabes - Remue-ménage dans les Enfers                                             | 鬼とパンツとカニ / 地獄の沙汰とあれやこれ             | Oni to pantsu to kani / Jigoku no sata to are ya kore                        | 17 janvier 2014       |
| 3  | Hakutaku - Grande discorde                                                                            | 白澤 / いかにして彼らの確執は生まれたか               | Hakutaku / Ikani shite karera no kakushitsu wa umareta ka                    | 24 janvier 2014       |
| 4  | Un gentleman séduisant                                                                                | 美男にもいろいろある / かちかぢごく                   | Binan ni mo Iroiro Aru / Kachi kajigoku                                      | 31 janvier 2014       |
| 5  | Le duo du tigre et du dragon - Ligue des sports spirituels                                            | 龍虎の二重奏 / 精神的運動会                           | Ryūko no nijūsō / Seishin-teki undōkai                                       | 7 février 2014        |
| 6  | Peach Maki, idole des Enfers - Le blues du bras droit                                                 | 地獄アイドルピーチ・マキ / 右腕のブルース             | Jigoku aidorupīchi maki / Migiude no burūsu                                  | 14 février 2014       |
| 7  | Les hommes, les femmes et les Grands Enfers - Techniques d'acupuncture et miroir Jôhari               | 男と女と衆合地獄 / 地獄式鍼灸術と浄玻璃鏡の使い方     | Otome to shugōjigoku / Jigoku-shiki shinkyū-jutsu to jōharikyō no tsukaikata | 21 février 2014       |
| 8  | Un ignoble combat - Les 36 plus beaux panoramas des Enfers                                            | えげつなき戦い / 地獄三十六景                         | Egetsunaki tatakai / Jigoku sanjūrokkei                                      | 28 février 2014       |
| 9  | L'ultime exemple de l'incompatibilité entre l'alcool et les femmes - Un ivrogne plein comme une outre | 酒と女でダメになる究極の例 / 溢れ返ってきたヨッパライ | Sake to on'na de dameninaru kyūkyoku no rei / Afure kaettekita yopparai      | 7 mars 2014           |
| 10 | Le dîner des dix rois - L'Enfer des régimes                                                           | 十王の晩餐 / ダイエットは地獄みたいなもの             | Jūō no bansan / Daietto wa jigoku mitaina mono                               | 14 mars 2014          |
| 11 | Issun Bôshi - Le bourbier de la montagne                                                              | 一寸だった法師 / お山の泥沼姉妹                       | Issundatta Hōshi / Oyama no doronuma shimai                                  | 21 mars 2014          |
| 12 | Lady Lilith et ce mari - Les yôkais se répandent en Chine                                             | レディ・リリスとその夫 / 中国現世に妖怪が広まった訳   | Redi Ririsu to sono otto / Chūgoku utsushiyo ni yōkai ga hiromatta wake      | 28 mars 2014          |
| 13 | La fête des Morts aux Enfers - Papotage avec le roi Enma                                              | 盂蘭盆地獄祭 / 雑談閻魔大王                           | Urabon jigoku-sai / Zatsudan Enma Daiō                                       | 4 avril 2014          |

#### Saison 2 - Partie 1
| No | Titre français                                                   | Titre japonais                                  | Titre japonais                                             | Date de 1re diffusion |
| No | Titre français                                                   | Kanji                                           | Rōmaji                                                     | Date de 1re diffusion |
| -- | ---------------------------------------------------------------- | ----------------------------------------------- | ---------------------------------------------------------- | --------------------- |
| 1  | La Réforme des Enfers / Les Joies de la rancun                   | 神代あの世革命 / 恨みつらみあってこそ           | Jindai Anoyo Kakumei / Uramitsurami Atte koso              | 8 octobre 2017        |
| 2  | Une journée de formation / La douce folie des accros du travail  | 体験一日獄卒" / "ワーカホリックと匠の境         | Taiken Ichinichi Gokusotsu / Workaholic to Takumi no Sakai | 15 octobre 2017       |
| 3  | La bande de bon augure / Les yôkai excentriques                  | 瑞兆連盟 / エキセントリック不思議妖怪           | Zuichō Renmei / Eccentric Fushigi Yōkai                    | 22 octobre 2017       |
| 4  | La légende de Karashi / Le navet de Halloween                    | 芥子ちゃん伝説 / 蕪式百鬼夜行                   | Karashi-chan Densetsu / Kabura-shiki Hyakki Yakō           | 29 octobre 2017       |
| 5  | Ono no Takamura / La Vie d'Enma                                  | 小野篁 / 閻魔大王と逸話                         | Ono-no-Takamura / Enma Daiō to Itsuwa                      | 5 novembre 2017       |
| 6  | Le Show de la princesse Sakuya / Rébellion sur les rives du Styx | プリンセスサクヤのショータイム / 賽の河原の攻防 | Princess Sakuya no Showtime / Sai no Kawara no Kōbō        | 12 novembre 2017      |
| 7  | L'adolescence de Hoozuki / Professeur Uzu                        | あの頃君はトガッてた / Dr.トリカブト            | Ano Koro Kimi wa Togatteta / Dr. Torikabuto                | 19 novembre 2014      |
| 8  | Histoire de vampires chinois                                     | 僵尸〈きょうし〉                                | Kyōshi                                                     | 26 novembre 2017      |
| 9  | Un adjoint très discret / L'Enfer gelé                           | 地味庁 / 八寒地獄                               | Jimi-chō / Hachikan Jigoku                                 | 3 décembre 2017       |
| 10 | Kagachi no reitetsu / Une mariée pour Hoozuki                    | 加々知の冷徹 / 必殺仕事鬼                       | Kagachi no Reitetsu / Hissatsu Shigoto Oni                 | 10 décembre 2017      |
| 11 | La Famille / Les Chiens des Enfers                               | 家族 / 地獄の犬                                 | Kazoku / Jigoku no Inu                                     | 17 décembre 2017      |
| 12 | L'adjointe de la reine Gokan / L'Onsen infernal                  | 五官王の第一補佐官 / 地獄温泉                   | 5-kanō no Dai-1 Hosakan / Jigoku Onsen                     | 24 décembre 2017      |
| 13 | La courtisane des Enfers / La fête de fin d'année                | 地獄太夫 / 酒盛って休め                         | Jigoku Tayū / Sakamori tte Yasume                          | 31 décembre 2017      |

#### Saison 2 - Partie 2
| No | Titre français                                           | Titre japonais                                            | Titre japonais                                                          | Date de 1re diffusion |
| No | Titre français                                           | Kanji                                                     | Rōmaji                                                                  | Date de 1re diffusion |
| -- | -------------------------------------------------------- | --------------------------------------------------------- | ----------------------------------------------------------------------- | --------------------- |
| 14 | Les nouvelles recrues / Un repas très complet            | 閻魔庁の日々 / 一汁三菜十肉                               | Enma-chō no Hibi / Ichi Jū San Na Jū Niku                               | 8 avril 2018          |
| 15 | C'est quoi, une petite sorcière ? / Les joies de la mode | 魔女っ子とはなんぞや / 洋装道楽                           | Majo-kko to wa Nanzoya / Yōsō Dōraku                                    | 15 avril 2018         |
| 16 | Mademoiselle Dakini / Les fleurs du mal                  | お迎え課の荼吉尼 / 草葉の陰                               | Omukae-ka no Dakini / Kusaba no Kage                                    | 22 avril 2018         |
| 17 | La Guerre de Genpei II                                   | 妖怪に学んだ男と妖怪を使う女                              | Yōkai ni Mananda Otoko to Yōkai o Tsukau On'na                          | 29 avril 2018         |
| 18 | Amanojaku / La grue récalcitrante                        | 天邪鬼 / 帰れ鶴                                           | Amanojaku / Kaere Tsuru                                                 | 6 mai 2018            |
| 19 | Nurarihyon / Gon au travail                              | 瓢箪鯰 / 檎 働く                                          | Hyōtan Namazu / Gon Hataraku                                            | 13 mai 2018           |
| 20 | À la salle d'arcade / L'adjointe automate                | ゲーム / 絡繰補佐官                                       | Gēmu / Karakuri Hosa-kan                                                | 20 mai 2018           |
| 21 | Un lapin nommé Karashi / Les critères de Hakutaku        | 芥子という兎 / 範疇                                       | Keshi to Iu Usagi / Hanchū                                              | 27 mai 2018           |
| 22 | La fratrie des renards / Shiro aux urgences              | 野干兄妹 / シロの尻が大ピンチ                             | Yakan Kyōdai / Shiro no Shiri ga Dai Pinchi                             | 3 juin 2018           |
| 23 | L'entraînement de Karashi / Le tournoi des animaux       | こんぽんてきに / 異種格闘技戦                             | Konpon Teki ni / Ishu Kakutōgisen                                       | 10 juin 2018          |
| 24 | Datsue-ba et Keneo / Miki et la cuisine                  | 奪衣婆と懸衣翁 / お料理ミキちゃん                         | Datsueba to Ken'eō / Oryōri Miki-chan                                   | 17 juin 2018          |
| 25 | Les Onki / Le Roi Shoko et ses animaux                   | 瘟鬼 / 動物は恩を忘れない                                 | Onki / Dōbutsu wa On o Wasurenai                                        | 24 juin 2018          |
| 26 | Les jumelles sans visage / Les Enfers et la grammaire    | ポーカーなら無敵 / 逝き先は地獄の方で宜しかったでしょうか | Pōkā nara Muteki / Yuki-saki wa Jigoku no Katade Yoroshikatta Deshou ka | 1er juillet 2018      |

#### OAV
| No | Titre français | Titre japonais                                   | Titre japonais                                            | Date de 1re diffusion |
| No | Titre français | Kanji                                            | Rōmaji                                                    | Date de 1re diffusion |
| -- | -------------- | ------------------------------------------------ | --------------------------------------------------------- | --------------------- |
| 1  |                | マニアと非マニアの温度差 / コンコン野干 大判小判 | Mania to Hi Mania no Ondo-sa / Konkon Yakan Ōban Koban    | 23 février 2015       |
| 2  |                | 座敷童子攻略法 / アイドル前線                    | Zashikiwarashi Kōryaku-hō / Aidoru Zensen                 | 22 mai 2015           |
| 3  |                | 芸術は爆発か? / 芸術は爆発でした                 | Geijutsu wa Bakuhatsu ka? / Geijutsu wa Bakuhatsu Deshita | 21 août 2015          |
| 4  |                | 花咲前線 / 三者三様の男                          | Hanasaki Zensen / Sanshasan'yō no Otoko                   | 21 mars 2017          |
| 5  |                | 閻魔帳と竜宮城 / 十八番がないと辛いアレ          | Enma Chō to Ryūgū Jō / Ohako ga nai to Tsurai Are         | 20 septembre 2019     |
| 6  |                | けっこう毛だらけ猫灰だらけ / よきにはからえ      | Kekkō Ke-darake Neko Hai-darake / Yoki ni Hakarae         | 23 mars 2020          |
| 7  |                |                                                  |                                                           | 23 septembre 2020     |

## Accueil
Le manga figure à la 19e place des mangas conseillés par le magazine Kono manga ga sugoi 2012. Il est nommé pour le 5e prix Manga Taishō et le 38e prix du manga Kōdansha.
Au 20 septembre 2020, plus de 14 millions de volumes sont parus.
En 2021, le manga est récompensé du Prix Seiun catégorie manga.

### Note
1. ↑  La série télévisée d’animation est diffusée initialement sur MBS le 9 janvier à 25 h 35, ce qui correspond techniquement au 10 janvier à 1 h 35.